# Dolichopeza (Eunesopeza) epiphragmoides
Dolichopeza (Eunesopeza) epiphragmoides is een tweevleugelige uit de familie langpootmuggen (Tipulidae). De soort komt voor in het Oriëntaals gebied.